# Вильнюсская фондовая биржа

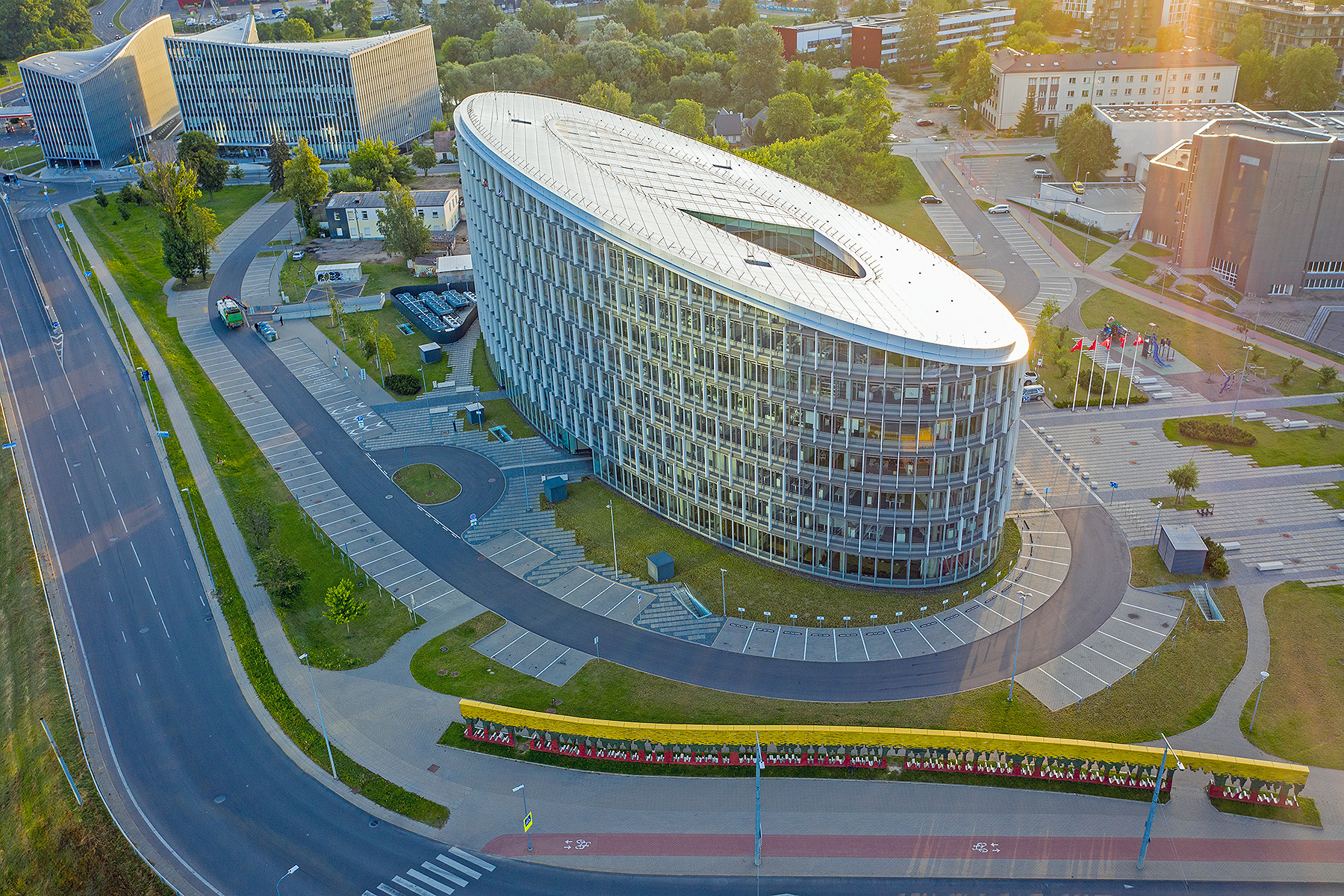
Здание биржи

Nasdaq Vilnius (Вильнюсская фондовая биржа, лит. Vilniaus vertybinių popierių birža, VVPB; англ. Vilnius Stock Exchange, VSE) — фондовая биржа, основанная в 1993 году и действующая в Вильнюсе.
Это единственная регулируемая биржа в Литве. Биржа принадлежит группе корпорации Nasdaq, которая также управляет биржами в Хельсинки и Стокгольме. Вильнюсская фондовая биржа, совместно с Рижской фондовой биржей и Таллинской биржей, является частью объединённого Балтийского рынка, созданного с целью минимизации барьеров эстонского, латвийского и литовского биржевых рынков.
Капитализация рынка акций на VSE составляет 6,6 млрд евро и 1 млрд евро составляют выпуски облигаций (по состоянию на 9 ноября 2006 года).

## Руководство
Руководство осуществляет правление, состоящее из трёх членов. Существует наблюдательный совет из трёх представителей.
Председатель правления:
- Саулюс Малинаускас.

Члены правления:
- Гядиминас Варнас;
- Вайдотас Ужпалис.

## Акционеры
Основным акционером является Nasdaq Inc.